# Френчберг (Кентаки)
Френчберг (енгл. Frenchburg) град је у америчкој савезној држави Кентаки.

## Демографија
По попису из 2010. године број становника је 486, што је 65 (-11,8%) становника мање него 2000. године.
| Група             | 2000.       | 2010.       |
| Белци             | 543 (98,5%) | 476 (97,9%) |
| Афроамериканци    | 0 (0,0%)    | 0 (0,0%)    |
| Азијати           | 0 (0,0%)    | 0 (0,0%)    |
| Хиспаноамериканци | 6 (1,1%)    | 6 (1,2%)    |
| Укупно            | 551         | 486         |